# Rachel Cosgrove Payes
Rachel Ruth Cosgrove Payes (geboren am 11. Dezember 1922 in Westernport, Maryland; gestorben am 10. Oktober 1998 in Brick Township, New Jersey) war eine US-amerikanische Schriftstellerin.
Sie verfasste eine Reihe von in der Welt von Oz angesiedelten Büchern, sowie mehrere Science-Fiction-Romane, die unter dem Pseudonym E. L. Arch (ein Anagramm ihres Vornamens Rachel) erschienen. Darüber hinaus verfasste einige Romane für Playboy Press, für die sie auch das Pseudonym Joanne Kaye verwendete.

## Bibliografie
Welt von Oz
- 39 The Hidden Valley of Oz (1951; als Rachel R. Cosgrove)
- 45 The Wicked Witch of Oz (1993)
- Percy and the Shrinking Violet (in: Oz-story Magazine, June 1995)
- Spots in Oz (in: Oz-story Magazine, July 1997)
- Rocket Trip to Oz (in: Oz-story Magazine, September 2000)

Science-Fiction-Romane als E. L. Arch
- Bridge to Yesterday (1963)
  - Deutsch: Verlorene Vergangenheit. Pabel (Utopia Zukunftsroman #413), 1964.
- Planet of Death (1964)
- The Deathstones (1964)
- The First Immortals (1965)
- The Double-Minded Man (1966)
- The Man with Three Eyes (1967)

Romane bei Playboy Press
- Moment of Desire (1978)
- The Coach to Hell (1979)
- Bride of Fury (1980)
- Satan's Mistress (1981)
- Rags and riches (1981, als Joanne Kaye)
- Love and betrayal (1981, als Joanne Kaye)
- To love again (1982, als Joanne Kaye)

Seven Sisters (Romanserie, Playboy Press, 1981)
- 1 Love's Charade
- 2 Love's Renegade
- 3 Love's Promenade
- 4 Love's Serenade
- 5 Love's Escapade

Kurzgeschichten
- The Door (in: Magazine of Horror, February 1964)
- The Spy Game (in: If, October 1966)
- Private Phone (in: Worlds of Tomorrow, Summer 1970)
- The Executioner (in: Magazine of Horror, April 1971)
- … And the Power … (1972, in: Roger Elwood (Hrsg.): And Walk Now Gently Through the Fire and Other Science Fiction Stories)
- Alas, Poor Tidy Toidy Girl (in: Vertex: The Magazine of Science Fiction, August 1973)
- Deaf Listener (1973, in: Stephen Goldin (Hrsg.): The Alien Condition)
- Grandma Was Never Like This (1973, in: Roger Elwood und Vic Ghidalia (Hrsg.): Androids, Time Machines and Blue Giraffes)
  - Deutsch: Oma war nie so. In: Ruth J. Kilchenmann (Hrsg.): Schlaue Kisten machen Geschichten. IBM, 1977.
- Half Life (1973, in: Roger Elwood (Hrsg.): Children of Infinity)
  - Deutsch: Halbleben. In: Werner Fuchs und Hans Joachim Alpers (Hrsg.): Neue Science-Fiction Geschichten. Tosa, 1982, ISBN 3-85001-097-X.
- Half Live (1973)
  - Deutsch: Halbleben. In: Werner Fuchs und Hans Joachim Alpers (Hrsg.): Neue Science-Fiction Geschichten. Tosa, 1982, ISBN 3-85001-097-X.
- In His Own Image (1974, in: Roger Elwood (Hrsg.): Strange Gods)
- Mattie Harris, Galactic Spy (in: Vertex: The Magazine of Science Fiction, April 1974)
  - Deutsch: Voll weiser Sprüche und moderner Hinweise. In: Isaac Asimov, Martin H. Greenberg und Joseph D. Olander: Feuerwerk der SF. Goldmann (Edition '84: Die positiven Utopien #8), 1984, ISBN 3-442-08408-3.
- Tower of Babble (in: Vertex: The Magazine of Science Fiction, April 1974)
- Come Take a Dip with Me in the Genetic Pool (1975, in: Roger Elwood (Hrsg.): Dystopian Visions)
  - Deutsch: Tauche mit mir im Genetischen Reservoir. In: Hans Joachim Alpers (Hrsg.): Kopernikus 8. Moewig Science Fiction #3599, 1982, ISBN 3-8118-3599-8.
- The Eyes of the Blind (in: Vertex: The Magazine of Science Fiction, April 1975)
- The Name of the Game (in: Amazing Science Fiction, May 1975)
- Have You Been Converted? (in: Analog Science Fiction/Science Fact, September 1977; als Rachel Payes)
- The Gorgons (1977, in: David Bischoff (Hrsg.): Quest)
- Escape to the Suburbs (1978, in: Alice Laurance (Hrsg.): Cassandra Rising)
  - Deutsch: Flucht in die Vorstadt. In: Hans Joachim Alpers (Hrsg.): Science Fiction Almanach 1981. Moewig Science Fiction #3506, 1980, ISBN 3-8118-3506-8.
- Flee to the Mountains (1982, in: Isaac Asimov und Alice Laurance (Hrsg.): Speculations)
  - Deutsch: Flieh auf den Berg. In: Isaac Asimov und Alice Laurance (Hrsg.): Spekulationen. Heyne Science Fiction & Fantasy #4274, 1986, ISBN 3-453-31254-6.
- Mother Calls But I Do Not Answer (1988, in: Kathryn Ptacek (Hrsg.): Women of Darkness)
- The Vision (in: Marion Zimmer Bradley’s Fantasy, Summer 1988)